# 핵양체
핵양체(核樣體)는 원핵세포에서 DNA를 지니고 있는 세포의 일부분이다. 진핵세포에서 DNA를 지니고 있는 부분인 세포핵이 핵막을 통해 세포질과 영역을 구분짓는 것과는 달리, 원핵세포에서 핵양체는 세포질과 어떤 특별한 경계도 지니고 있지 않다.

## 같이 보기
- 플라스미드
- DNA 수선